# رالف أندرسون (لاعب كرة قدم أمريكية)
رالف أندرسون (بالإنجليزية: Ralph Anderson)‏ هو لاعب كرة قدم أمريكية أمريكي، ولد في 29 أكتوبر 1936 في لونغ بيتش في الولايات المتحدة، وتوفي في 27 نوفمبر 1960 في لوس أنجلوس في الولايات المتحدة بسبب السكري.

## وصلات خارجية
- رالف أندرسون على موقع مرجع كرة القدم المحترفة.كوم (الإنجليزية)